# Haapsalu
Haapsalu (nemško in švedsko Hapsal, finsko Haapasalo) je estonsko obmorsko letoviško mesto ob obali Baltskega morja na zahodu države. Mesto je upravno središče okrožja Lääne in je leta 2020 imelo 9375 prebivalcev.

## Zgodovina
Ime Haapsalu izhaja iz estonskih besed haab 'trepetlika' in salu (arhaični pomen) 'otok'. Do prve polovice 20. stoletja se je mesto v švedščini in nemščini imenovalo Hapsal. Haapsalu in okolica sta bila središče estonskih Švedov od 13. stoletja do evakuacije skoraj vseh etničnih Švedov iz Estonije pred sovjetsko invazijo na Estonijo med drugo svetovno vojno leta 1944.
Prvi pisni zapis o Hapsalu sega v leto 1279, ko je bilo mesto ustanovljeno in je postalo glavno mesto škofije Ösel-Wiek, kar je ostalo naslednja tri stoletja. Stavbe iz teh zgodnjih dni so ostale danes, vključno s škofijskim gradom, ki ima največjo enoladijsko cerkev v Estoniji.

## Zdravljenje z morskim blatom
Mesto že stoletja slovi po svoji topli vodi, zdravilnem blatu in mirnosti. Nekateri mu pravijo tudi »Baltske Benetke«, a naj bi bil tovrstni vzdevek nekoliko pretiran.
Trdi se, da ima morsko blato v Haapsaluju zdravilni učinek. Vojaški zdravnik Carl Abraham Hunnius je leta 1825 ustanovil prvo zdravilišče z blatom. Novice o 'zdravilnem blatu' so se hitro razširile med bogatimi strankami v takratni prestolnici Sankt Peterburgu in drugod po nekdanjem Ruskem imperiju. Blatna zdravilišča je obiskovala ruska cesarska družina Romanov. Haapsalu je že skoraj 200 let priljubljena poletna destinacija, kamor ljudje z vsega sveta prihajajo na zdravljenje. Trenutno so v Haapsaluju tri ustanove za zdravljenje z blatom.

## Znamenitosti
Glavne znamenitosti so škofovski grad, promenada (Promenaad), kjer so se sprehajali umetniki, kot sta Peter Iljič Čajkovski in slikar Nikolaj Roerich, in Kursaal (Kuursaal, zgrajena leta 1898).
Haapsalu je bogat s secesijskimi vilami, ki jih postopoma obnavljajo. Verjetno najstarejši ohranjeni spomenik Friedrichu Schillerju je od leta 1957 v mestnem muzeju Läänemaa. Leta 1813 ga je na bližnjem polotoku Puhtu (nemško Pucht) zgradila Dorothea Augusta von Rosen (1781–1826), znanka Schillerjeve žene.

## V popularni kulturi
V 19. stoletju je mesto postalo znano po haapsalu šalih, občutljivi obrti, ki so jo izdelovale lokalne ženske.
Haapsalu je mesto sabljaške šole, ki jo je ustanovil estonski sabljač Endel Nelis in je bila uporabljena kot prizorišče finsko-estonskega filma The Fencer.

## Pobratena mesta
Haapsalu je pobraten z: 
- Betlehem (2010)
- Eskilstuna (2005)
- Fundão (2004)
- Greve in Chianti (2004)
- Haninge (1998)
- Hanko (1992)
- Loviisa (2000)
- Rendsburg (1989)
- Uman (2003)